# Canton de La Ferté-Alais
Le canton de Ferté-Alais est une ancienne division administrative et circonscription électorale française située dans le département de l’Essonne et la région Île-de-France.

## Géographie

### Situation
| Type d’occupation           | Pourcentage | Superficie (en hectares) |
| --------------------------- | ----------- | ------------------------ |
| Espace urbain construit     | 9,9 %       | 1 094,44                 |
| Espace urbain non construit | 3,6 %       | 400,64                   |
| Espace rural                | 86,5 %      | 9 546,99                 |
| Source : Iaurif             |             |                          |

Le canton de La Ferté-Alais était organisé autour de la commune de La Ferté-Alais dans l’arrondissement d'Étampes. Son altitude variait entre quarante-sept mètres à Itteville et cent cinquante-six mètres à Mondeville, pour une altitude moyenne de soixante-douze mètres.

### Composition
Le canton de Ferté-Alais comptait douze communes :
| Communes                | Population (2012) | Code postal | Code Insee  |
| ----------------------- | ----------------- | ----------- | ----------- |
| Baulne                  | 1 316 hab.        | 91590       | 91 1 11 047 |
| Boissy-le-Cutté         | 1 324 hab.        | 91590       | 91 1 11 080 |
| Boutigny-sur-Essonne    | 3 103 hab.        | 91820       | 91 1 11 099 |
| Cerny                   | 3 294 hab.        | 91590       | 91 1 11 129 |
| D'Huison-Longueville    | 1 409 hab.        | 91590       | 91 1 11 198 |
| Guigneville-sur-Essonne | 926 hab.          | 91590       | 91 1 11 293 |
| Itteville               | 6 575 hab.        | 91760       | 91 1 11 315 |
| La Ferté-Alais          | 3 985 hab.        | 91590       | 91 1 11 232 |
| Mondeville              | 680 hab.          | 91590       | 91 1 11 412 |
| Orveau                  | 197 hab.          | 91590       | 91 1 11 473 |
| Vayres-sur-Essonne      | 893 hab.          | 91820       | 91 1 11 639 |
| Videlles                | 660 hab.          | 91890       | 91 1 11 654 |

### Démographie
| 1968  | 1975   | 1982   | 1990   | 1999   | 2006   | 2010   |
| ----- | ------ | ------ | ------ | ------ | ------ | ------ |
| 8 749 | 11 628 | 14 451 | 19 432 | 21 777 | 23 832 | 24 362 |

### Pyramide des âges
| Hommes | Classe d’âge | Femmes |
| ------ | ------------ | ------ |
| 0,2    | 90 ans ou +  | 0,9    |
| 4,3    | 75 à 89 ans  | 6,3    |
| 10,6   | 60 à 74 ans  | 11,4   |
| 23,0   | 45 à 59 ans  | 22,3   |
| 21,1   | 30 à 44 ans  | 22,8   |
| 18,4   | 15 à 29 ans  | 16,4   |
| 22,3   | 0 à 14 ans   | 19,9   |

| Hommes | Classe d’âge | Femmes |
| ------ | ------------ | ------ |
| 0,3    | 90 ans ou +  | 0,8    |
| 4,4    | 75 à 89 ans  | 6,7    |
| 11,3   | 60 à 74 ans  | 11,9   |
| 19,9   | 45 à 59 ans  | 20,0   |
| 21,9   | 30 à 44 ans  | 21,4   |
| 20,6   | 15 à 29 ans  | 19,2   |
| 21,7   | 0 à 14 ans   | 20,0   |

## Historique et composition
- Entre 1793 et 1801, le canton de La Ferté Alais dans l’ancien département de Seine-et-Oise et dans l’ancien district d'Étampes regroupait les communes de Baulne, Boissy le Cuté, Bourray, Cerny, La Ferté Aleps, Guigneville, Duison, Itterville, Lardy, Mondeville et Orveau. En 1801, le canton de La Ferté-Alais fut intégré à l’arrondissement d'Étampes et augmenté des communes d’Auvers-Saint-Georges, Boutigny, Chamarande, Torfou, Vayres, Videlles et Villeneuve-sur-Auvers. En 1926, le canton fut rattaché à l’arrondissement de Corbeil puis réintégra celui d’Étampes en 1966.

- De 1833 à 1848, les cantons de La Ferté-Alais et de Milly avaient le même conseiller général. Le nombre de conseillers généraux était limité à 30 par département[7].

- Le canton de La Ferté-Alais fut créé par le décret ministériel no 67-589 du 22 juillet 1967[8], il regroupait à l’époque les communes de Baulne, Boissy-le-Cutté, Boutigny-sur-Essonne, Cerny, D'Huison-Longueville, Guigneville-sur-Essonne, Itteville, La Ferté-Alais, Mondeville, Orveau, Vayres-sur-Essonne et Videlles.

## Représentation

### Conseillers généraux du canton de La Ferté-Alais
- 1833 à 1967 : Seine-et-Oise
- 1967 à 2015 : Essonne

| Période | Période          | Identité                                     | Étiquette                | Qualité |
| ------- | ---------------- | -------------------------------------------- | ------------------------ | --- |
| 1833    | 1837 (démission) | Comte Louis Gabriel de Bizemont              |                          | Pair de France, ancien député Propriétaire à Gironville |
| 1837    | 1839             | Louis Nicolas Bourgeois                      |                          | Propriétaire à La Ferté-Alais, commissaire-priseur à Paris |
| 1839    | 1848             | Comte Louis Charles Eugène de Bizemont       |                          | Propriétaire, maire de Gironville (1839-1847) |
| 1848    | 1868             | Marquis Claude Georges de Selve d'Auderville |                          | Propriétaire, maire de Cerny, chef de bataillon de la Garde Nationale |
| 1874    | 1886             | Edmond Louis Goupy                           | Droite                   | Ancien membre du Conseil d'État Propriétaire, conseiller municipal de Cerny |
| 1886    | 1890 (démission) | Gustave Kanappe                              | Républicain              | Capitaine du 1er régiment d'infanterie de marine Conseiller municipal d'Étampes |
| 1890    | 1922 (décès)     | Laurent Amodru                               | RG                       | Médecin Propriétaire du château et maire de Chamarande (1888-1930), propriétaire avenue des Champs-Élysées à Paris Député (1893-1910 et 1914-1928) Président du Conseil Général (1904-1908 et 1920-1922) |
| 1922    | 1934             | Louis Muret                                  | URD                      | Exploitant agricole - Sénateur (1930-1936) Maire de Torfou |
| 1934    | 1937 (décès)     | Louis-Eugène Arnoux                          | RG                       | Maire de Chamarande |
| 1937    | 1940 (décès)     | Maurice Arnoux (fils du précédent)           | Républicain national-PPF | Aviateur Maire de Chamarande |
|         |                  |                                              |                          | |
| 1943    | 1945             | Louis Poupinel (1891-1966)                   | Ind.                     | Agriculteur, maire de Torfou Nommé conseiller départemental en 1943 |
|         |                  |                                              |                          | |
| 1945    | 1958             | Louis Poupinel                               | DVD                      | Propriétaire du moulin de Chagrenon à Auvers-Saint-Georges Agriculteur à Torfou |
| 1958    | 1971 (décès)     | Alexandre Denis                              | Rad.                     | Maire de D'Huison-Longueville |
| 1971    | 1982             | Roger-Patrice Pelat                          | DVG                      | Maire de Boutigny-sur-Essonne (1965-1983) |
| 1982    | 1992 (décès)     | Michel Conte (1922-1992)                     | UDF-CDS                  | Médecin généraliste, ancien résistant Maire de La Ferté-Alais (1963-1983) |
| 1992    | 2001             | Philippe Royé                                | RPR                      | Maire de Boutigny-sur-Essonne (1983-2001) Vice-président du conseil général |
| 2001    | 2010 (décès)     | Guy Gauthier                                 | DVD puis UMP             | Ingénieur retraité Maire d’Orveau |
| 2010    | 2015             | Caroline Parâtre                             | UMP                      | Directrice de l'Union des Maires de l'Essonne Conseillère municipale de La Ferté-Alais |

### Conseillers d'arrondissement (de 1833 à 1940)
Le canton de La Ferté-Alais avait deux conseillers d'arrondissement.
| Période | Période              | Identité                                  | Étiquette | Qualité |
| ------- | -------------------- | ----------------------------------------- | --------- | --- |
| 1833    | 1839                 | M. Lefebvre                               |           | Propriétaire à Auvers                                                                                                   |
| 1833    | 1839                 | M. Legendre                               |           | Propriétaire à Baulne                                                                                                   |
| 1839    | 1875 (décès)         | Pierre Antoine Etienne Lesage (1798-1875) |           | Cultivateur, maire de Mondeville puis de La Ferté-Alais (1863-1870)                                                     |
| 1839    | 1861                 | Eugène Ferdinand Périer (1788-1862)       |           | Notaire, Juge de paix à La Ferté-Alais                                                                                  |
| 1861    | 1877 (décès)         | Antoine Tatoud (1792-1877)                |           | Ancien sous-officier de dragons, maire de Bouray-sur-Juine (1848-1873)                                                  |
|         |                      |                                           |           | |
| 18..    | juillet 1890 (décès) | Jean-Louis Gautier                        |           | Propriétaire, maire de La Ferté-Alais (1871-1884)                                                                       |
| 1880    | 1883                 | Adrien Chanoine                           |           | Manufacturier, ancien officier d'infanterie de marine, maire de Bouray-sur-Juine, Président du Conseil d'arrondissement |
| 1883    | 1907                 | M. Dezotteux                              |           | Médecin, conseiller municipal de Lardy                                                                                  |
| 1890    | 1899                 | Auguste Bellard                           |           | Géomètre, maire de La Ferté-Alais                                                                                       |
| 1899    | 1913                 | Francis Métivet                           |           | Vétérinaire cantonal, maire de D'Huison                                                                                 |
| 1907    | 1919                 | Paul Alcide Auguste Courtin               |           | Agriculteur et vigneron à Janville-sur-Juine                                                                            |
| 1913    | 1931                 | Marcel Huré                               |           | Propriétaire à La Ferté-Alais, cultivateur à la Ferme du Mosnil ,Baulne                                                 |
| 1919    | 1931                 | Gaston Pillas                             |           | Entrepreneur, maire de Bouray (1920-1933)                                                                               |
| 1931    | 1940                 | Jules-Joseph David                        | URD       | Maire de Boutigny-sur-Essonne                                                                                           |
| 1931    | 1940                 | Eugène-Désiré Pierre                      | URD       | Propriétaire cultivateur, maire de Janville-sur-Juine                                                                   |
| 1940    |                      |                                           |           | Les conseils d'arrondissement ont été suspendus par la loi du 12 octobre 1940 et n'ont jamais été réactivés             |

### Résultats électoraux
Élections cantonales, résultats des deuxièmes tours :
- Élections cantonales de 1992 : 62,51 % pour Jean-Philippe Roye (RPR), 37,49 % pour Michel Fayolle (PS), 33,19 % de participation[16].
- Élections cantonales de 1994 : 56,69 % pour Jean-Philippe Roye (RPR), 43,31 % pour Michel Fayolle (PS), 55,75 % de participation[17].
- Élections cantonales de 2001 : 58,42 % pour Guy Gauthier (DVD), 41,58 % pour Michel Fayolle (PS), 50,18 % de participation[18].
- Élections cantonales de 2008 : 52,01 % pour Guy Gauthier (UMP), 47,99 % pour Élisabeth Blond (PS), 53,51 % de participation[19].

## Économie

### Emplois, revenus et niveau de vie
| Répartition des emplois par catégories socioprofessionnelles en 2006. |              |                                           |                                                   |                            |                          |                           |
|                                                                       | Agriculteurs | Artisans, commerçants, chefs d’entreprise | Cadres et professions intellectuelles supérieures | Professions intermédiaires | Employés                 | Ouvriers                  |
| Canton de La Ferté-Alais                                              | 1,9 %        | 8,8 %                                     | 12,2 %                                            | 27,5 %                     | 29,3 %                   | 20,4 %                    |
| Département de l’Essonne                                              | 0,2 %        | 4,5 %                                     | 22,1 %                                            | 27,7 %                     | 27,6 %                   | 17,9 %                    |
| Moyenne nationale                                                     | 2,2 %        | 6,0 %                                     | 15,4 %                                            | 24,6 %                     | 28,7 %                   | 23,2 %                    |
| Répartition des emplois par secteurs d’activités en 2006.             |              |                                           |                                                   |                            |                          |                           |
|                                                                       | Agriculture  | Industrie                                 | Construction                                      | Commerce                   | Services aux entreprises | Services aux particuliers |
| Canton de La Ferté-Alais                                              | 3,8 %        | 7,8 %                                     | 14,2 %                                            | 14,0 %                     | 6,9 %                    | 8,3 %                     |
| Département de l’Essonne                                              | 0,8 %        | 11,5 %                                    | 6,1 %                                             | 15,4 %                     | 18,8 %                   | 6,4 %                     |
| Moyenne nationale                                                     | 3,5 %        | 15,2 %                                    | 6,4 %                                             | 13,3 %                     | 13,3 %                   | 7,6 %                     |
| Sources : Insee,                                                      |              |                                           |                                                   |                            |                          |                           |

## Pour approfondir

## Sources
1. ↑  Fiche multicommunale d’occupation des sols en 2008 sur le site de l’Iaurif. Consulté le 17/11/2010.
2. ↑  Évolution démographique cantonale sur le site de l’Insee. Consulté le 19/05/2009.
3. ↑  Données démographiques cantonales 2006 sur le site de l’Insee. Consulté le 19/05/2009.
4. ↑  Population légale 2010 sur le site de l’Insee. Consulté le 31/12/2012.
5. ↑  Pyramide des âges cantonale 2009 sur le site de l’Insee. Consulté le 08/07/2012.
6. ↑  Pyramide des âges de l’Essonne en 2008 sur le site de l’Insee. Consulté le 07/07/2012.
7. ↑  « Collection complète des lois, décrets, ordonnances, réglements, et avis du Conseil d'Etat / J. B. Duvergier », sur Gallica, 1833 (consulté le 26 août 2020).
8. ↑  JO du 22/07/1967 sur le site legifrance.gouv.fr Consulté le 01/01/2009.
9. ↑  « Généalogie de Georges de SELVE », sur Geneanet (consulté le 26 août 2020).
10. ↑  « Journal officiel de la République française. Lois et décrets », sur Gallica, 8 octobre 1890 (consulté le 26 août 2020).
11. ↑  « rosada.net/capitainekanapp.htm »(Archive.org • Wikiwix • Archive.is • Google • Que faire ?).
12. ↑  « Journal officiel de la République française. Lois et décrets », sur Gallica, 28 octobre 1890 (consulté le 26 août 2020).
13. ↑  « La Liberté », sur Gallica, 19 octobre 1937 (consulté le 22 avril 2023).
14. ↑  Journal officiel de la République française. Lois et décrets, parution 11 juin  1943, (en ligne).
15. ↑  « Guy Gauthier, juste quelqu’un de bien », sur jean-philippe-dugoin.fr (consulté le 22 avril 2023).
16. ↑  Résultats de l’élection cantonale 1992 sur le site du Figaro. Consulté le 20/10/2009.
17. ↑  Résultats de l’élection cantonale 1994 sur le site du Figaro. Consulté le 20/10/2009.
18. ↑  Résultats de l’élection cantonale 2001 sur le site du ministère de l’Intérieur. Consulté le 19/05/2009
19. ↑  Résultats de l’élection cantonale 2008 sur le site du ministère de l’Intérieur. Consulté le 19/05/2009.
20. ↑  Rapport statistique cantonal sur le site de l’Insee. Consulté le 27/04/2010.
21. ↑  Rapport statistique départemental sur le site de l’Insee. Consulté le 16/08/2009.
22. ↑  Rapport statistique national sur le site de l’Insee. Consulté le 05/07/2009.